# Шак Троост
Шак Троост (нід. Sjaak Troost, нар. 29 серпня 1959, Осоїд, Нідерланди) — нідерландський футболіст, що грав на позиції захисника. Виступав за національну збірну Нідерландів.
Чотириразовий володар Кубка Нідерландів. Чемпіон Нідерландів. Володар Суперкубка Нідерландів. У складі збірної — чемпіон Європи.

## Клубна кар'єра
У дорослому футболі дебютував 1978 року виступами за команду клубу «Феєнорд», кольори якої і захищав протягом усієї своєї кар'єри гравця, що тривала п'ятнадцять років. Більшість часу, проведеного у складі «Феєнорда», був основним гравцем захисту команди. За цей час чотири рази виборював титул володаря Кубка Нідерландів, ставав чемпіоном Нідерландів, володарем Суперкубка Нідерландів.

## Виступи за збірну
1987 року дебютував в офіційних матчах у складі національної збірної Нідерландів. Протягом кар'єри у національній команді, яка тривала 2 роки, провів у формі головної команди країни 4 матчі.
У складі збірної був учасником чемпіонату Європи 1988 року у ФРН, здобувши того року титул континентального чемпіона.

## Досягнення
- Володар Кубка Нідерландів (4):

«Феєнорд»: 1979-80, 1983-84, 1990-91, 1991-92
- Чемпіон Нідерландів (1):

«Феєнорд»: 1983-84
- Володар Суперкубка Нідерландів (1):

«Феєнорд»: 1991
- Чемпіон Європи (1): 1988